# Gazi Ekrem Hüsrev Pascià
Gazi Hüsrev Pascià chiamato anche Boşnak Hüsrev Pascià ("Hüsrev Pascià il bosniaco") o Ekrem Hüsrev Pascià (... – Tokat, marzo 1632) è stato un politico ottomano di origine bosniaca o serba. Fu un gran visir durante il regno di Murad IV.

## Primi anni
Veniva dal Sangiaccato di Bosnia. Ho studiato alla scuola dell'Enderun. Nel 1625 fu promosso visir (ministro). Durante la seconda ribellione di Abaza, Damad Halil Pascià, allora gran visir, tentò di catturare il forte di Erzurum (nella Turchia orientale), allora sotto il controllo di Abaza Mehmed Pascià, il leader della ribellione. Tuttavia, dopo un assedio di 70 giorni, Damad Halil Pascià non riuscì a catturare la città e fu licenziato dalla carica. Hüsrev Pascià fu nominato nuovo gran visir il 6 aprile 1628.

## Gran visierato
Hüsrev Pascià pose nuovamente l'assedio su Erzurum il 5 settembre 1628. L'operazione fu più rapida di quanto Abaza Mehmed Pascià avesse previsto perché la città non era pronta per un lungo assedio. Il 18 settembre Abaza Mehmed si arrese. La facile vittoria di Hüsrev, che pose fine a una lunga e costosa ribellione, gli fece guadagnare fama e favore. Divenne il sovrano de facto dell'Impero, poiché, secondo lo storico Joseph von Hammer, le istruzioni di Hüsrev erano più efficaci delle istruzioni del quindicenne sultano Murat IV. Hüsrev Pascià diminuì il numero di visir nella porta e prese l'abitudine di giustiziare i suoi avversari politici.

## Campagna di Baghdad
La successiva missione di Hüsrev fu quella di riconquistare Baghdad (capitale del moderno Iraq), che era stata recentemente catturata dallo scià safavide Abbas I. Alla fine del 1629, iniziò a invadere il territorio persiano intorno a Baghdad. Tuttavia, l'invasione avvenne durante la stagione delle piogge e fu impossibile porre un assedio alla città stessa. Così, Hüsrev Pascià scelse di catturare altre città intorno a Baghdad. L'assedio di Baghdad iniziò il 22 giugno 1630 e continuò fino al 14 novembre 1630 senza successo. Dopo questo fallimento, Hüsrev Pascià decise di continuare l'operazione l'anno successivo, nel 1631. Quando arrivò l'anno successivo, tuttavia, ritardò l'inizio dell'assedio adducendo una mancanza di rinforzi. Il 25 ottobre 1631 fu congedato dall'incarico.

## Morte
La notizia del licenziamento di Hüsrev causò una generale agitazione nell'impero. Il successore di Hüsrev, Hafız Ahmed Pascià, fu ucciso dai ribelli nel palazzo. Murad IV incolpò Hüsrev dei disordini e inviò un altro pascià a Tokat (Turchia settentrionale), la città in cui risiedeva Hüsrev, per giustiziarlo. Dopo alcuni scontri minori, Hüsrev fu giustiziato nel marzo 1632.